# Raymond (condado de Rockingham)
Raymond es un lugar designado por el censo ubicado en el condado de Rockingham en el estado estadounidense de Nuevo Hampshire. En el Censo de 2010 tenía una población de 2.855 habitantes y una densidad poblacional de 229,75 personas por km².

## Geografía
Raymond se encuentra ubicado en las coordenadas 43°2′8″N 71°10′32″O / 43.03556, -71.17556. Según la Oficina del Censo de los Estados Unidos, Raymond tiene una superficie total de 12.43 km², de la cual 12.06 km² corresponden a tierra firme y (2.98%) 0.37 km² es agua.

## Demografía
Según el censo de 2010, había 2.855 personas residiendo en Raymond. La densidad de población era de 229,75 hab./km². De los 2.855 habitantes, Raymond estaba compuesto por el 96.92% blancos, el 0.67% eran afroamericanos, el 0.25% eran amerindios, el 0.49% eran asiáticos, el 0.04% eran isleños del Pacífico, el 0.28% eran de otras razas y el 1.37% pertenecían a dos o más razas. Del total de la población el 1.58% eran hispanos o latinos de cualquier raza.